# Desmond Dickinson
Pour les articles homonymes, voir Dickinson.
Desmond Dickinson est un directeur de la photographie anglais (membre fondateur de la BSC), de son nom complet Desmond Evelyn Otho Cockburn Dickinson, né le 25 mai 1902 à Londres, mort le 1er mars 1986 dans le Surrey (lieu indéterminé).

## Biographie
Desmond Dickinson débute comme chef opérateur sur deux films muets de Sinclair Hill, sortis en 1927. Jusqu'en 1975, il collabore à une centaine de films, majoritairement britanniques ; s'y ajoutent quelques coproductions et trois films américains (dont Les hommes épousent les brunes de Richard Sale en 1955, avec Jeanne Crain et Jane Russell).
Parmi ses autres films notables, citons Hamlet de (et avec) Laurence Olivier (1948, prix de la meilleure photographie à la Mostra de Venise 1948), L'Ombre d'un homme d'Anthony Asquith (1951, avec Michael Redgrave), Passage à tabac de George Pollock (1964, avec Margaret Rutherford personnifiant Miss Marple), ou encore Trog de Freddie Francis (1970, avec Joan Crawford et Michael Gough).
En 1949, Desmond Dickinson est l'un des huit membres fondateurs de la British Society of Cinematographers (BSC), dont il devient président de 1954 à 1957.
À la télévision, son unique contribution (comme directeur de la photographie de seconde équipe) est pour un épisode, diffusé en 1968, de la première série Chapeau melon et bottes de cuir.

## Filmographie

### Au cinéma (sélection)
(films britanniques, comme directeur de la photographie, sauf mention contraire)
- 1927 : A Woman redeemed de Sinclair Hill
- 1927 : Amours de bandit (The King's Highway) de Sinclair Hill
- 1928 : The Guns of Loo de Sinclair Hill
- 1930 : Such is the Law de Sinclair Hill
- 1931 : Other People's Sins de Sinclair Hill
- 1932 : The New Hotel de Bernard Mainwaring
- 1932 : Lloyd of the C.I.D. d'Henry MacRae et Ray Taylor (film américano-britannique)
- 1935 : The Small Man de John Baxter
- 1937 : Song of the Forge d'Henry Edwards
- 1937 : Holiday's End de John Paddy Carstairs
- 1935 : City of Beautiful Nonsense d'Adrian Brunel
- 1939 : The Arsenal Stadium Mystery de Thorold Dickinson
- 1942 : They flew Alone d'Herbert Wilcox (effets visuels)
- 1944 : A Canterbury Tale de Michael Powell et Emeric Pressburger (cadreur, non crédité)
- 1947 : Hungry Hill de Brian Desmond Hurst
- 1948 : Hamlet de Laurence Olivier
- 1948 : Le Sorcier noir (Men of Two Worlds) de Thorold Dickinson
- 1950 : La Femme en question (The Woman in Question) d'Anthony Asquith
- 1950 : La nuit commence à l'aube (Morning Departure) de Roy Ward Baker
- 1951 : L'Ombre d'un homme (The Browning Version) d'Anthony Asquith
- 1952 : Il importe d'être Constant (The Importance of Being Earnest) d'Anthony Asquith
- 1953 : Meet Mr. Lucifer d'Anthony Pelissier
- 1953 : L'Homme de Berlin (The Man Between) de Carol Reed
- 1953 : The Net d'Anthony Asquith
- 1954 : Cour martiale (Carrington V.C.) d'Anthony Asquith
- 1955 : Les Aventures de Quentin Durward (Quentin Durward) de Richard Thorpe (film américain ; non crédité)
- 1955 : Les hommes épousent les brunes (Gentlemen Marry Brunettes) de Richard Sale (film américain)
- 1956 : Le Secret des tentes noires (The Black Tent) de Brian Desmond Hurst
- 1956 : Le Dernier Homme à pendre (The Last Man to Hang?) de Terence Fisher
- 1957 : L'Enfer des tropiques (Fire Down Below) de Robert Parrish (film américano-britannique)
- 1957 : Au bord du volcan (Action of the Tiger) de Terence Young (film américano-britannique)
- 1958 : Tueurs à gages (Intent to kill) de Jack Cardiff
- 1958 : Ordres d'exécution (Orders to kill) d'Anthony Asquith
- 1959 : Jessy de Wolf Rilla
- 1959 : Crimes au musée des horreurs (Horrors of the Black Museum) d'Arthur Crabtree
- 1960 : Foxhole in Cairo de John Llewellyn Moxey
- 1960 : Moment of Danger de László Benedek
- 1960 : Les Mains d'Orlac (The Hands of Orlac) d'Edmond T. Gréville
- 1960 : La Cité des morts (The City of the Dead) de John Llewellyn Moxey
- 1961 : Mary had a Little... d'Edward Buzzell
- 1962 : Two and Two make Six de Freddie Francis
- 1963 : Les Bijoux du Pharaon (Cairo) de Wolf Rilla
- 1964 : Lady détective entre en scène (Murder most Foul) de George Pollock
- 1964 : Passage à tabac (Murder Ahoy) de George Pollock
- 1965 : Sherlock Holmes contre Jack l'Éventreur (A Study in Terror) de James Hill
- 1965 : ABC contre Hercule Poirot (The Alphabet Murders) de Frank Tashlin
- 1967 : Le Cercle de sang (Berserk !) de Jim O'Connolly
- 1968 : Attaque sur le mur de l'Atlantique (Attack on the Iron Coast) de Paul Wendkos (film américain ; prises de vues additionnelles)
- 1969 : Crooks and Coronets de Jim O'Connolly
- 1970 : Suceurs de sang (Incense for the Damned) de Robert Hartford-Davis
- 1970 : L'Abominable Homme des cavernes (Trog) de Freddie Francis
- 1971 : Mais qui a tué tante Roo ? (Whoever slew Auntie Roo ?) de Curtis Harrington
- 1972 : Les Voleurs de cadavres (Burke & Hare) de Vernon Sewell
- 1972 : La Tour du diable (Tower of Evil) de Jim O'Connolly
- 1972 : The Fiend de Robert Hartford-Davis
- 1975 : The Man from Nowhere de James Hill

### À la télévision
- 1968 : Première série Chapeau melon et bottes de cuir (The Avengers)
  - Saison 6, épisode 1 Jeux (Game) de Robert Fuest (seconde équipe)

## Récompense
- Mostra de Venise 1948 : Prix de la meilleure photographie, pour Hamlet.